# Rifugio Telespazio
Il rifugio Telespazio è un rifugio montano situato nel territorio del comune di Ovindoli (AQ), sull'Appennino abruzzese, nella catena montuosa del Velino-Sirente. Prende il nome da Telespazio, società italiana di servizi satellitari.

## Descrizione
Il rifugio montano è collocato sul monte Magnola, gruppo dei monti della Magnola, a 1.980 m s.l.m. nel territorio comunale di Ovindoli, nell'area protetta del parco naturale regionale Sirente-Velino, in Abruzzo. La dislocazione dell'infrastruttura, situata non distante dall'accesso degli impianti sciistici del comune marsicano, è ideale per le escursioni leggere essendo anche relativamente vicina ad altri rifugi come Casale da Monte (1.150 m s.l.m.), a valle della montagna in località Forme, e quello collocato a mezza costa in zona fonte Tavoloni (1.390 m s.l.m.) intitolato dal 31 luglio 2016 a Piero Concia. Sul versante del Magnola che digrada verso la valle Majelama nel comune limitrofo di Massa d'Albe è collocato a 2.178 m s.l.m. il rifugio che fu inaugurato il 27 settembre 1964 alla presenza del noto alpinista Walter Bonatti. L'edificio ha acquisito il nome di "rifugio Magrini-Panei", in memoria del documentarista avezzanese Italo Magrini e di Gigi Panei, alpinista originario di Sant'Anatolia.
Nei pressi del rifugio di Ovindoli, nella seconda metà degli anni settanta, il Centro spaziale del Fucino effettuò delle simulazioni per il progetto SIRIO; successivamente ci fu l'intitolazione a Telespazio. Nei primi anni ottanta il rifugio fu acquisito dal Club Alpino Italiano, sezione di Avezzano, presieduta all'epoca da Claudio Del Gusto.

### Accesso
È facilmente raggiungibile dalla base degli impianti sciistici Monte Magnola di Ovindoli, raggiungibile da più punti come il valico di Fonte Capo La Maina a Forme di Massa d'Albe, collocato lungo la "strada provinciale 24 di Alba Fucense", oltrepassando i paesi di Santa Jona, San Potito e Ovindoli e dai versanti dell'altopiano delle Rocche e del Fucino, attraverso la strada statale 696 del Parco Regionale Sirente-Velino.

## Ascensioni
È punto di partenza per varie ascensioni nel gruppo dei monti della Magnola e nel massiccio del Velino.